# Les conseqüències
Las consecuencias és una pel·lícula dramàtica espanyola de 2021 dirigida per Claudia Pinto Emperador i protagonitzada per Juana Acosta i Alfredo Castro. Rodada originalment en castellà, s'ha doblat al català per a TV3.

## Sinopsi
En un viatge a una petita illa volcànica, Fabiola (Juana Acosta) es converteix en espia de la seva llar. No té evidències ni certeses, però la seva intuïció li diu que no tot és el que sembla. Es debat entre la por al que pot trobar i la necessitat d'obtenir respostes. Fins a on furgar en la intimitat dels altres? Fins a on mentir per a protegir la gent que vols?

## Repartiment
- Juana Acosta com Fabiola
- Alfredo Castro com César
- María Romanillos com Gabi
- Héctor Alterio com César
- Carme Elías com Teresa
- Sonia Almarcha com Jimena

## Producció
És una producció de Sin Rodeos Films, Las Consecuencias AIE i Érase una vez Films de España, en coproducció amb N279 Entertainment dels Països Baixos i Potemkino de Bèlgica. Va rebre el suport al Desenvolupament de Ibermedia en la Convocatòria 2015 i va obtenir per a la seva realització el Premi Eurimages a la Coproducció i el Premi Eurimages al Desenvolupament en el Fòrum de Coproducció del Festival de Sant Sebastià. També va ser seleccionada pel Marché du Film de Cannes pdf participar zl Producers Network de Ventana Sur. per a participar en el Producers Network de Finestra Sud. La pel·lícula compta amb la participació de Televisió Espanyola, el suport d'À Punt Mèdia, de Televisió de Catalunya, dels fons de l'Institut Valenciá de Cultura, de The Netherlands Film Fund, de Crea SGR i el suport de Cima Mentoring.

## Rodatge
La pel·lícula es va rodar a les illes La Gomera i La Palma, i a la ciutat de València entre maig i juny de 2019.

## Estrena
La pel·lícula va participar i es va preestrenar al Festival de Màlaga, optant a la Bisnaga d'Or. En mayo se anuncia la fecha de lanzamiento de la película en cines, el 10 de septiembre de 2021.

## Premis i nominacions
| Premi                     | Categoria                                                          | Receptor(és)      | Resultat  |
| ------------------------- | ------------------------------------------------------------------ | ----------------- | --------- |
| Festival de Màlaga (2021) | Bisnaga d'Or a la Millor Pel·lícula                                | Las consecuencias | Nominat   |
| Festival de Màlaga (2021) | Biznaga de Plata a la millor interpretació femenina de repartiment | María Romanillos  | Guanyador |
| Festival de Màlaga (2021) | Bisnaga de Plata. Premi especial del jurat de la crítica           | Las consecuencias | Guanyador |
| X Premis Días de Cine     | Premi El Resplandor                                                | Carme Elias       | Guanyador |